# Cronologia conflictului din Transnistria
Acesta este un tabel cronologic al conflictului din Transnistria.

## 1989
- 11 august 1989: În întreprinderile de subordonare unională, se formează soviete muncitorești, numite Colectivelor Unificate de Muncă (OSTK), ce încep lupta împotriva introducerii limbii române, a alfabetului latin și a reformelor democratice.
- 31 august 1989: Limba moldovenească  este proclamată limbă de stat.
- toamna: OSTK-urile organizează greve și mitinguri de protest împotriva limbii române și a alfabetului latin.
- decembrie-ianuarie: Sunt organizate referendumuri la Tiraspol și Râbnița pentru obținerea statutului de „teritoriu autonom” al Transnistriei, în cadrul RSS Moldovenești.

## 1990
- Cu sprijinul direct al Armatei a 14-a, sunt formate unități paramilitare ilegale secesioniste, sunt organizate cu sprijinul OSTK mitinguri și referendumuri.
- 27 aprilie 1990: Tricolorul cu cap de bour este adoptat că steag național al RSS Moldovenești. Sovietele locale din Tiraspol și Tighina au refuzat abordarea tricolorului în aceste orașe.
- septembrie 1990: Sovietele locale din Tiraspol, Tighina și Râbnița au respins legea limbii de stat. S-a inițizat o mișcare de nesupunere față de autoritățile statului moldovean.
- 2 septembrie 1990: Are loc la Tiraspol „Congresul al II-lea extraordinar al deputaților poporului din Transnistria” care proclamă „Republica Moldovenească Sovietică Socialistă Nistreană”.
- 3 septembrie 1990: Sovietul Suprem al RSS Moldovenești creează instituția  prezidențială și îl alege ca președinte pe Mircea Snegur.
- 16 septembrie 1990: O adunare în semn de protest împotriva separatismului este organizată în satul Lunga, Stînga Nistrului, lângă Dubăsari.[1]
- 22 septembrie - 15 noiembrie 1990:  Liderii separatiști, sprijiniti de formațiuni paramilitare proprii și de trupe ale armatei sovietice, organizează alegeri legislative pentru „sovietul suprem” al „Republicii Sovietice Socialistă Moldovenești Nistrene”.
- 22 decembrie 1990: Mihail Gorbaciov, președintele URSS, semnează un decret prin care declara nule hotărârile „Congresului al II-lea al deputaților poporului din Transnistria”. În schimb, măsurile luate de autoritățile de la Chișinău sunt infime și strict declarative.

## 1991
Au loc acțiuni de înlocuire ale autorităților Republicii Moldova cu cele ale „republicii nistrene”. Beneficiind de o inexplicabilă pasivitate a autoritățiilor statului Moldova, separatiștii își constituie o impresionantă forță armată, constituită din:
- Garda republicană, (8.000 luptători), subordonată „Direcției de apărare” a Transnistriei.
- Miliția, inclusiv batalionul Dnestr, (5.000 luptători), subordonată „direcției de interne” a „Republicii Nistrene”.
- Detașamentele teritoriale de salvare (4.000 oameni), aflați la dispoziția executivelor locale.
- Regimentele muncitorești, echivalentul modern al „sovietelor de muncitori înarmați”, subordonați Colectivelor Unificate de Muncă (OSTK).
- Cazacii, în număr de 3-4.000, cu statut de „voluntari”, erau mercenari cu solde mai mari decât ale gardiștilor fiind subordonați direct conducerii „Republicii Nistrene”.

Toate aceste formațiuni erau înzestrate cu armament, mijloace de transport, mașini de luptă, cumpărate, capturate sau furate de la Armata a 14-a rusă, sau de la unitățile OMON din Transnistria.
De partea separatiștilor s-a situat fățiș Armata a 14-a rusă, cu un efectiv de 6.500 persoane, constituită din:
- o divize motorizată
- 2 regimente de artilerie
- un regiment de tancuri
- un regiment antitanc
- 2 regimente de pontonieri
- un regiment de rachete
- o escadrila de elicoptere

Prin comparație, tânăra republică Moldova, încă nu avea armată proprie, beneficiind doar de un efectiv de câteva mii de polițiști, care au suplinit, în timpul conflictului, forțele armate. 
- 19 mai 1991: Ministrul apărării al URSS a ordonat comandantului Armatei a 14–a, generalul Netkaciov, mobilizarea militarilor de rezervă pentru completarea efectivelor trupelor Armatei a 14–a dislocată în Transnistria și menținerea aceste trupe și a arsenalul militar în stare de luptă. El ar fi justificat acest ordin în acest fel: „ținând cont de faptul că Transnistria este un teritoriu rusesc și că situația s–a înrăutățit, noi trebuie să–l apărăm prin toate mijloacele”.
- 23 mai 1991: RSS Moldovenească devine Republica Moldova.
- 23 iunie 1991: Parlamentul Republicii Moldova proclamă suveranitatea Republicii.
- 19 august 1991: Are loc Puciul de la Moscova. Puciștii vor avea tot sprijinul liderilor separatiști de la Tiraspol: Igor Smirnov, Maracuță, Iakovlev, Reliakov. Dupa înfrângerea puciștilor, Boris Elțin a cerut pedepsirea acestora și a celor care i-au susținut. Încercările administrației de la Chișinău de a aresta liderii transnistreni au generat nemulțumirea rusofonilor din Transnistria. A început o acțiune a femeilor rusofone care, în număr din ce în ce mai mare, au început să blocheze calea ferată ce lega Transnistria de restul Basarabiei. În final, liderii transnistreni au fost arestați, apoi eliberați după scurt timp.
- 25 august 1991: Sovietul Suprem al RMN proclamă independența „republicii”.
- 27 august 1991: Parlamentul proclamă independența Republicii Moldova.
- septembrie: Membri ai trupelor speciale sovietice OMON din Riga, sosesc în limuzine la Tiraspol, cazându-se la hotelul Kolhaznii.
- 18 septembrie 1991: Președintele autoproclametei RMN, Igor Smirnov, a decis să plaseze unitățile forțelor armate sovietice dislocate în Transnistria sub jurisdicția autoproclametei RMN.[2]
- 1 decembrie 1991: În raioanele de pe malul stâng al Nistrului au fost organizate alegeri prezidențiale, declarate ilegale de către autoritățile moldovenești. Igor Smirnov a fost ales președinte al autoproclametei RMN.
- 13 decembrie 1991: Are loc un atac armat al gardiștilor la podul de la Dubăsari, soldat cu moartea a patru polițiști moldoveni și a 20 de gardiști, cazaci și mercenari.[3][4][5]

## 1992
- 1 martie 1992: Gardiștii și cazacii au provocat un incident la o petrecere în Dubăsari, apoi au atacat poliția moldovenească chemată în ajutor. Polițiștii au deschis focul, omorând un cazac, după care s-au retras în sediu. Acest incident a servit drept pretext desființării ultimei secții moldovenești de poliție dintr-un oraș transnistrean. Sediul poliției a fost atacat de gardiști și cazaci, care i-au făcut prizonieri pe polițiști, dezarmându-i.
- martie 1992: Comitetul executiv raional și toți polițiștii din Dubăsari s-au retras în satul Cocieri, care a devenit un centru de rezistență, aici refugiindu-se locuitori din satele vecine.
Gardiștii au intrat în Cocieri cu 2 blindate, deschizând foc fără avertisment asupra trecătorilor. Au fost impuscati doi tarăni și o mamă, care mergea cu copilul de mână. Țărănii și polițiștii au reușit să-și procure, fără incidente, armament de la o cazarmă subordonată Armatei a 14-a.
Gardiștii și cazacii vor bloca podurile de peste Nistru - de la Vadul lui Voda, Tighina, Camenca, Râbnița, constituind „posturi de control” cu câte un blindat. Astfel de posturi vor fi create și pe șoseaua Tiraspol-Dubăsari și la barajul hidrocentralei Dubăsari.
- 2 martie 1992: Republica Moldova devine membru ONU, ceea ce conduce la recunoașterea caracterului ilegal al autoproclamatelor „republici” nistreană și găgăuză.
Este ziua în care începe războiul, prin declanșarea conflictului armat la Dubăsari, printr-o diversiune a separatiștilor.
Are loc diversiunea de la Vulcănești, în zona găgăuză. Trei membri ai gărzii paramilitare găgăuze au atacat cantina unei școli. După ce gardiștii au fost arestați, secția de poliție a fost invadata de 14 membri ai formațiunii, care au cerut transferarea arestaților la Bolgrad, oraș aflat sub jurisdictie ucraineană.
- 3 martie 1992: Gardiștii și cazacii au atacat satul Cocieri, dar au fost respinși. Seara, a ajuns în sat o unitate de poliție cu destinație specială, trimisă de la Chișinău și care traversase Nistrul pe gheață.
Centrul de Presa al Forțelor Armate Unite ale CSI a dat un comunicat prin care afirma că forțele armate moldovenești au atacat un regiment de infanterie al apărării civile, dezarmând ofițerii și luând 70 automate și alte arme și că situația seamană cu aceea din Nagorno-Karabah.
Au fost blocate căile de acces dinspre Chișinău spre Tighina, a fost blocata emisia radioteleviziunii naționale în oraș.
După desființarea secției moldovenești de poliție (singura instituție care mai reprezenta statul moldovean în oraș), este inaugurata o secție de poliție subordonată secesioniștilor, constituită ca o forma de putere sovietică. Este înființată o nouă formațiune paramilitară ilegală.
- 4 martie 1992: Gardiștii și cazacii pătrund în satul Coșnița, atacând pe cei 15 polițiști, nevoiți să deschidă focul.
Patru autocamioane Kamaz pline cu gardiști sunt trimise la Cocieri.
- 4-5 martie 1992: 2.500 cazaci sosesc la Tiraspol în ajutorul separatiștilor. Au loc înrolări masive în rândul formațiunilor paramilitare ale separatiștilor.
- 6 martie 1992: „Comitetul de apărare a Republicii Sovietice Socialiste Moldovenești Nistrene” a hotărât izolarea tuturor polițiștilor care nu au depus jurmânt de credintă față de „republică”; în această situație erau 85 de polițiști.
- 12 martie 1992: Doi polițiști de la postul Ursoaia de pe șoseaua Tighina – Căușeni au fost atacați dintr-un camion care transporta armament pentru separatiștii găgăuzi și pe care îl opriseră pentru control. Un polițist a fost rănit, altul ucis.
- 13 martie 1992: Gardiștii atacă polițiștii din Coșnița, ucigând unul și rănind mai mulți.
Este inaugurată o secție de poliție subordonată secesionistilor, constituită că o forma de putere sovietică și este înființată o nouă formațiune paramilitară ilegală în Tighina.
- 14 martie 1992: Gardiștii și cazacii arunca în aer podurile de la Vadul lui Voda, de lângă Dubăsari, de pe șoseau Chișinău – Volgograd. Pozițiile moldovenești de lângă Roghi sunt atacate, înregistrându-se 15 morți. În timpul noptii sunt atacate satele Coșnița și Gura Bîcului cu mine, grenade și rachete.
„Sovietul Suprem al Republicii” hotărăște ca băncile din Transnistria să înceteze operațiunile cu Moldova și înființarea unei comisii care să preia sub control șoselele și căile ferate ale „republicii”.
- 15 martie 1992: Igor Smirnov semnează un decret prin care se creează o comisie de stat pentru ocrotirea socială a militarilor și persoanelor demobilizate, acțiune menită să atragă simpatia militarilor.
Guvernul Moldovei face un apel către gardiști, pentru depunerea armelor până la data de 17 martie.
- 17 martie 1992: Smirnov semnează un decret prin care se creează o comisie de stat pentru ocrotirea socială a militarilor și persoanelor demobilizate, acțiune menită să atragă simpatia militarilor.
Se semnează un nou acord de încetare a focului, care va fi încălcat de către gardiști pe 24 martie.
- 19 martie 1992: Parlamentul Moldovei propune un compromis, prezentând proiectul de acordare statutul de zona economica libera Transnistriei și o modificare a adminstrației teritoriale.
- 20 martie 1992: La reuniunea OSCE de la Helsinki, se creează un mecanism cvadripartit de reglementare a conflictului din Trasnistria, compus din: Republica Moldova, România, Rusia, Ucraina.
- 24 martie 1992: Se semnează un nou acord de încetare a focului. Se efectueaza un schimb de prizonieri: secesioniștii eliberează 11 persoane, moldovenii, 18.
- 28 martie 1992: Se instituie starea exceptională în Transnistria cu începere de la orele 20.
- 29 martie 1992: Premierul Valeriu Muravschi acorda un nou ultimatum secesioniștilor, cerând depunerea armelor în termen de 2 zile.
- 31 martie 1992: Președintele Snegur trimite o telegramă companiei moscovite de televiziune Ostankino, protestând contra modului de prezentare a conflictului, și altă telegramă mareșalului Șapoșnikov, protestând împotriva zborurilor avioanelor militare ale CSI la Tiraspol.

Luna aprilie marchează implicarea fățișă a Rusiei și Armatei a 14-a rusă de partea separatiștilor. Intențiile clare ale Rusiei sunt de a păstra Tighina drept cap de pod.
- 1 aprilie 1992: Parlamentul Moldovei emite hotărârea privind reglementarea pe cale pașnică a conflictului.
Poliția moldovenească încearca eliberarea orașului Tighina, controlat de secesioniști. Cad în luptă 8 polițiști.
- 2 aprilie 1992: Generalul. Netkacev, comandantul Armatei a 14-a, adresează un ultimatum președintelui Snegur, cerând ca forțele moldovenești să se îndeparteze la 15 km de Tighina.
Pe aeroportul militar din Chișinău se semnează un acord de încetare a focului. Semnatarii sunt primul ministru al Moldovei, Muravschi, președintele „Sovietului Suprem”, Maracuță și comandantul Armatei a 14-a rusă, Netkacev.
 Departamentul de Stat al Statelor Unite dă o declarație prin care se pronunță împotriva unei intervenții militare din afară, apreciind ca fiind admirabilă puterea de reținere a guvernului Moldovei. Departamentul de Stat cerea insistent forțelor separatiste trasnistrene continuarea negocierilor cu Republica Moldova.
Acordul va fi respectat numai de partea moldovenească, polițiștii primind ordin să nu deschidă focul și să nu riposteze.

În schimb, toata luna aprilie vor avea loc atacuri în zonele: Tighina, Pohreba - Cocieri, Coșnița - Doroțkaia, Pohreba - Roghi, Grădinița, Leontova, Varnița, Misovca, Bicioc, Chițcani. Gardiștii și cazacii au lansat atacuri cu aruncătoare de mine și rachete asupra localităților, a populației, a barajelor, releelor de televiziune, posturilor de radio. Au fost minate șoselele și drumurile, a fost bombardată șoseaua Tighina - Chișinău. Apar primele atacuri ale lunetiștilor. Lipsit de forțele de ordine, orașul Tighina rămâne la discreția infractorilor.
Două proiecte de protocol redactate de autoritățile de la Chișău sunt respinse de forțele separatiste, care trimit proiectul lor, semnat de comandantul armatei ruse de ocupație, prin care cer că Tighina să fie controlata exclusiv de armata rusă.
- 5 aprilie 1992: În orașul Tighina intră 20 de blindate ale armatei ruse, având arborate drapelul Federației Ruse.

În paralel, continuă tratativele cvadripartite dintre miniștrii de externe ai Moldovei, României, Rusiei și Ucrainei începute la 23 martie. La 2 aprilie, o nouă reuniune de experți elaborează recomandări referitoare la neadmiterea implicării cetățenilor statelor străine și prevenirea incidentelor armate.
- 6 aprilie 1992:  Are loc reuniunea miniștrilor de externe, care vor da publicității o declarație prin care ce se pronunța împotriva implicării în conflict a Armatei a 14-a, pentru menținerea ordinei de drept de către autoritățile moldovenești pe tot teritoriul republicii, pentru excluderea accesului civililor la armament și pentru încetarea focului începând din 7 aprilie.
- 14-17 aprilie 1992: Se semnează protocolul grupului de lucru pentru stabilizarea situației în Tighina: dezarmarea formațiunilor paramilitare, deminarea zonei, asigurarea ordinii de către poliția moldovenească și miliția separatista.

17 aprilie 1992: La Chișinău are loc o nouă reuniune cvadripartită la care se adoptă statutul comisiei mixte pentru controlul respectării încetării focului, stabilindu-se un numar de 400 de observatori, care să supravegheze linia ce separa poliția moldovenească de forțele rebele, pe o lungime de 262 km.
S-a hotărât dezarmarea forțelor paramilitare, repatrierea mercenarilor, accelerarea investigațiilor procuraturii asupra acțiunilor criminale din zonă.
Încetarea focului va deveni efectivă la Tighina de-abia din 20 aprilie.
Până pe 15 mai, numai observatorii din Moldova și România ajunsesera în zonă, pentru supraveghere.
- mai 1992: În luna mai, au loc mai multe întruniri ale comisiei bilaterale Moldova – Transnistria, sabotate deseori de atacuri ale forțelor militare separatiste asupra localităților, podurilor, șoselelor și posturilor de radio controlate de autoritățile de la Chișinău.
Încă din luna aprilie începuse retragerea unor efective de cazaci, de care chiar separatiștii voiau să se debaraseze, dat fiind caracterul indisciplinat și turbulent al acestora. În paralel, apar noi formațiuni paramilitare, ca Beretele Negre. Sosesc din Ucraina membri ai armatei ucrainiene de autoapărare.
- 4 mai 1992: La Gura Bîcului se semnează un protocol privind retragerea formațiunilor armate, dar, în timpul nopții, separatiștii vor arunca în aer podul de peste Nistru.
- 6-7 mai 1992: Este atacat cu rachete postul de poliție de la Cocieri.
- 8-18 mai 1992: Au loc atacuri asupra locuitorilor și posturilor de poliție de la Cocieri, Coșnița, Gura Bîcului, Dragalina, Dubăsari-Pod, Roghi.
- 19 mai 1992: Când se credea că procesul de normalizare avansează, izbucneste din nou criza, declanșată de un ordin trimis de generalul Graciov, ministrul apărării al Federatiei Ruse, generalului Netkacev, comandantul Armatei a 14-a ruse. Ordinul prevedea că, în vederea apărării Transnistriei, care e pământ rusesc, să fie completat armamentul din rezervele pentru mobilizare și să fie pregătite pentru luptă toate unitățile militare ale Armatei a 14-a. O înscenare făcută la Dubăsari, va furniza unitatilor Armatei a 14-a ruse pretextul de a iesi din cazărmi și de a ocupa poziți de luptă alaturi de gardiști. Unități de tancuri și artilerie părăsesc garnizoana Tiraspol îndreptându-se spre Dubăsari și alăturându-se gardiștilor. Cu cele 10 tancuri, 11 tanchete, 6 tunuri, 3 arme antitanc, 6 aruncatoare de grenade, 63 pistoale automate, 21 mașini blindate și 9 mașini militare vor fi declansate atacuri la Coșnița, Cocieri, Corjevo, Holercani, Malovata, Ustia, Zolonceni în raionul Dubăsari. Garnizoana Tiraspol va mai trimite 22 tancuri spre Dubăsari, 5 spre Dnestrovsk. Au loc atacuri violente până pe 26 mai.
La protestele președintelui Snegur față de agresiunea armatei ruse, Kremlinul răspunde, conform tradiției, că armata rusă nu destabilizează.
- 21 mai 1992: Smirnov dă un decret prin care Armata a 14-a trece în subordinea „republicii nistrene”. Concomitent, se fac apeluri pentru mobilizarea parțială a rezerviștilor.
În aceeasi zi, aterizează la Tiraspol un avion cu 600 cazaci de pe Don. La Moscova și Sank Petersburg se formează batalioane de voluntari. Se creează batalionul de miliție Dnestr, în componența căruia vor intra și mulți delincvenți.
Departamentul de Stat al USA și-a exprimat imediat îngrijorarea față de implicarea Armatei a 14-a în luptele din regiune.
- iunie 1992: În prima jumătate a lunii iunie se remarcă o intensificare a atacurilor gardiștilor și cazacilor la Tighina, Cocieri, Coșnița, Corjevo, Dubăsari, Doroțcaia, Pohreba. Se fac încorporari în formațiunile separatiste, se fac transferuri de armament de la Armata a 14-a către separatiști. „Republica nistreană” își creează serviciul de grăniceri, în care se vor înrola cazaci din zona Mării Negre.
Terorizarea populației moldovene din Transnistria continuă: sunt arestate personalități din Frontul Popular sub acuzația de terorism: Ilie Ilașcu, Ștefan Urâtu, Tudor Petrov-Popa, Andrei Ivanțoc, Alexandru Leșco.
La Grigoriopol apare grupul Delfin, format din pușcăriași eliberați. 
Conducerea Republicii Moldova devine tot mai conciliantă față de separatiști. Între timp, autoritățile ruse continuă să prezinte denaturat situația din Transnistria, acuzând Moldova de agresiune, de încercare de exterminare sistematică a populației slave, iar România de livrari de armament către Moldova.
- 19 iunie 1992: La Tighina, situația devine explozivă: polițiștii moldoveni sunt atacați și uciși de gardiști[necesită citare], sunt puse la cale mai multe înscenări și provocări, care vor tensiona situatia la maximum. În urma unei astfel de înscenari, va fi declanșat un nou conflict armat: peste 1.200 de gardiști și cazaci vor atacă unitatea de poliție a orașului; rachetele Alazan lansate asupra postului vor ajunge și asupra gradinitei de copii aflata în apropiere. Noaptea târziu sosesc polițiști și voluntari dinspre Varnița, pentru ajutorarea polițiștilor asediați[necesită citare].
- 20 iunie 1992: În dimineața de 20 iunie, orașul era în mare parte sub control moldovenesc. Tancuri grele ale Armatei a 14-a au forțat podul spre Tighina, dar vor fi oprite de forțele moldovene. Forțele separatiste continua titurile asupra orașului.
- Începe un război în toata puterea cuvântului, orașul Tighina fiind bombardat și atacat cu armamant greu[necesită citare]. În același timp sunt atacate și alte localități: Dubăsari, Cocieri, Doroțcaia, Coșnița. Podul de peste Nistru va fi ocupat de gardiști, după atacurile cu tancuri grele ale armatei ruse, iar orașul va fi invadat de armata și de forțele separatiste. Consiliul militar al Armatei a 14- va adresa președintelui Snegur un ultimantum prin care cere că forțele moldovene să înceteze agresiunea, în caz contrar, armata trecând la atac. Însemna război declarat al Rusiei contra Moldovei[necesită citare].
- 20-21 iunie 1992: Continua invadarea orașului Tighina de către tancurile armatei ruse, care arborează fără jenă steagurile Rusiei[necesită citare]. Orașul este bombardat de către separatiști[necesită citare]. În ciuda acestor fapte, tot Elțin acuză Moldova de agresiune, amenintând că armata rusă va fi obligată să riposteze. În față reactiilor ezitante ale autoritățiilor moldovene, sute de voluntari din Transnistria vor veni la Chișinău cerând arme pentru a luptă contra rebelilor. Au manifestat și în față ambasadei ruse.
Agresiunea armatei ruse[necesită citare] asupra Tighinei s-a soldat, până în dimineața de 22 iunie, cu aproximativ 200 de morți și 300 de răniți de partea polițiștilor și populației civile moldovenești[necesită citare]. Bombardamentele au distrus fabrici, relee de comunicatii, locuinte[necesită citare]. Presedintele Federatie Ruse agresoare, Elțin, a refuzat orice contact telefonic cu Mircea Snegur. Atacurile și invaziile secesioniștilor au determint un exod în masă al populației civile din zona de conflict.
- 21 iunie 1992: Se semnează acordul de încetare a focului.